# Neofriseria mongolinella
Neofriseria mongolinella is een vlinder uit de familie tastermotten (Gelechiidae). De wetenschappelijke naam is voor het eerst geldig gepubliceerd in 1987 door Piskunov.
De soort komt voor in Europa.